# Saara Waasner
Saara Aila Waasner (* Mai 1981 in Starnberg) ist eine deutsche Regisseurin.
Im Anschluss an das Abitur sammelte sie praktische Erfahrungen bei Kino- und Fernsehproduktionen, vor allem in den Bereichen Regieassistenz und Casting. 2003 begann sie mit dem Studium an der Filmakademie Baden-Württemberg in der Fachrichtung Dokumentarfilm. Im Februar 2010 beendete sie ihr Studium mit dem Diplomfilm Frauenzimmer, der auf den 60. Internationalen Filmfestspielen Berlin seine Premiere feierte.
Für den Dokumentarfilm Die Gedanken sind frei erhielt sie unter anderem den Deutschen Kurzfilmpreis, den Starter-Filmpreis der Stadt München, sowie auf dem Filmfestival Max-Ophüls-Preis, den Förderpreis der DEFA-Stiftung. Frauenzimmer wurde mit dem Preis als bester Dokumentarfilm auf dem int. Filmfestival „Sehsüchte“ ausgezeichnet und gewann den Kamerapreis bei „Achtung Berlin“. Beide Dokumentarfilme werden weiterhin auf nationalen und internationalen Filmfestivals gezeigt.

## Filme als Regisseurin
- 2010 Frauenzimmer,  Dokumentarfilm, 74 Minuten I Royal Pony Film in Koproduktion mit dem ZDF Das kleine Fernsehspiel in Zusammenarbeit mit der Filmakademie Baden-Württemberg
- 2007 Die Gedanken sind frei, Dokumentarfilm, 43 Minuten I Filmakademie Baden-Württemberg,  gefördert mit Mitteln der LBBW-Stiftung, Erstausstrahlung im WDR („Menschen hautnah“) im November 2008
- 2005 LEISE FLUCHTEN,  Dokumentarfilm, 15 Minuten I Filmakademie Baden-Württemberg
- 2004 LISI & MARLISE,  Dokumentarfilm, 15 Minuten I Filmakademie Baden-Württemberg

## Auszeichnungen

### Für Frauenzimmer
- Dokumentarfilmpreis auf dem internationalen Filmfestival „Sehsüchte“
- Kamerapreis auf dem Filmfestival „Achtung Berlin“
- Nominierung für den First Steps Award 2010
- Nominierung für den Nachwuchsförderpreis auf dem Fünf Seen Filmfestival 2010
- Nominierung für den Dokumentarfilmpreis auf dem Filmkunstfestival Mecklenburg-Vorpommern
- Nominierung für den New Berlin Film Ward für den besten Dokumentarfilm auf dem Filmfestival Achtung Berlin
- Nominierung für das A38-Produktions-Stipendium auf dem Dokumentarfilmfestival Kassel

### Für Die Gedanken sind frei
- Deutscher Kurzfilmpreis - Sonderpreis
- Förderpreis der DEFA-Stiftung
- Starter-Filmpreis der Stadt München
- Publikumspreise auf dem „Fünf Seen Filmfestival“
- Publikumspreis auf dem internationalen Filmfestival „Wie wir leben“
- Nominierung für den Dokumentarfilmpreis im Deutschen Wettbewerb auf dem Dokumentarfilmfestival Leipzig